# جيمي ألان
جيمي ألان (بالإنجليزية: Jimmy Allan)‏ (20 فبراير 1897 في المملكة المتحدة - 12 سبتمبر 1982) هو مدرب كرة قدم ولاعب كرة قدم بريطاني (وحمل سابقاً جنسية المملكة المتحدة لبريطانيا العظمى وأيرلندا) في مركز مهاجم داخلي. لعب مع نادي فالكيرك ونادي إيست فيف ونادي كاودينبيث لكرة القدم.